# 郭冏
郭冏（?—?），安徽省安慶府太湖縣人，清朝政治人物、同進士出身。
光緒十六年（1890），参加光緒庚寅科殿試，登進士三甲157名。同年五月，著交吏部掣签，分发各省以知县即用。
光緒十九年（1893），代理江蘇鎮洋縣知縣期間，辦理太倉州富豪兄弟拳毆斃命一案，拒絕串通改拳傷為木傷，遭太倉州知州程其珏之子程鼎臣指使丁役，將郭冏父子毆打捆縛，誣指瘋癲。後為御史張仲炘得知上奏。